# Jussari
Jussari là một đô thị thuộc bang Bahia, Brasil. Đô thị này có diện tích 356,735 km², dân số năm 2007 là 6889 người, mật độ 19,3 người/km².